# APG SGA
APG SGA SA ist ein Schweizer Holdingunternehmen, dessen Aktien mehrheitlich in ausländischem Besitz sind und welches Beteiligungen an Unternehmen im Bereich der Aussenwerbung hält. Sitz der Gesellschaft ist in Genf. APG SGA gehört zu den 500 grössten Unternehmen in der Schweiz.

## Geschichte
1900 wurde die Allgemeine Plakatgesellschaft (APG) als Aktiengesellschaft in Genf gegründet. Seit 1904 waren die Aktien an der Genfer Börse notiert, ab 1992 auch an der Zürcher Börse.
Die APG beteiligte sich 1996 an der Europlakat International Werbegesellschaft, womit sie in Österreich, Deutschland, Bosnien-Herzegowina, Bulgarien, Serbien-Montenegro, Kroatien, Slowenien und Ungarn präsent war. 1999 entschied sich die Unternehmensleitung, die APG samt diverser Beteiligungen in eine Holdingstruktur zu überführen. Der neue Name lautete Affichage.

### Griechenland-Debakel
Am 27. Mai 2006 schloss Affichage eine handschriftliche Vereinbarung mit dem griechischen Unternehmer Phillip Vrionis ab, die den Grundstein legte zum grössten Verlustgeschäft in der Unternehmensgeschichte. In der Folge erlitt das Unternehmen einen Schaden von 150 Millionen Franken. Eine Aktionärsgruppe unter Max Müller verklagte mehrere Verwaltungsratsmitglieder auf 150 Millionen Schadenersatz, unter ihnen der frühere Verwaltungsratspräsident Klaus Hug, der frühere Vorsitzende der Geschäftsleitung Christian Kauter und der Verwaltungsratspräsident Jean-François Decaux. Die Klage wurde schliesslich fallengelassen. Auch der 2011 von der Revisionsstelle Deloitte erstellte Bericht zur Griechenland-Affäre wurde unter Verschluss gehalten.

### Konzentration auf den Heimmarkt
Nach der gescheiterten Griechenland-Expansion begann Affichage, sich auf den Heimmarkt Schweiz zu konzentrieren. 2010 beschloss der Verwaltungsrat, die Auslandbeteiligungen mit Ausnahme von Serbien zu veräussern. Im serbischen Markt ist APG SGA unter dem Namen «Alma Quattro» erfolgreich aktiv. Dieser Prozess wurde 2013 abgeschlossen. Auf Ende 2011 wurde auch der Name Affichage geändert und das Unternehmen heisst seit Januar 2012 neu APG SGA SA. Seit 2017 baut die APGISGA ihre Aktivitäten im Bereich Mobile Media, Interactive und Data Collecting aus.

### Interaktive Werbung
Um Mobile Apps mit zielgerichteter Werbung zu bespielen, wurde 2018 Aymo lanciert. Mit Stand Mai 2019 war Aymo in 21 Schweizer Apps, u. a. bei Blick, 20 Minuten, AutoScout24, Watson und im Tages-Anzeiger, integriert. Diese Apps melden jeweils den genauen Standort der Nutzer und können so mit entsprechender Werbung bespielt werden.
2019 wurde das Projekt Beem gestartet. Noch vor dem offiziellen Start wurde öffentlich, dass es sich hier um eine Technologie handelt, die potenziell für Cross-Device Tracking eingesetzt werden könnte und innert zwei Wochen zogen sich sämtliche Partner zurück. Laut Angaben von Swisscom werde Beem nicht für das Cross-Device Tracking eingesetzt. Nach dem Fehlstart konnte sich das Unternehmen Beem nie mehr erholen. 2021 wurde es schliesslich eingestellt – gemäss Swisscom covidbedingt.

### One Brand-Strategie
Seit 1. Juni 2019 verfolgt die APG SGA eine «One Brand»-Strategie mit verkleinerter Unternehmensleitung.
Die ehemaligen Marken der APG SGA hiessen:
- APG|SGA Airport, Allgemeine Plakatgesellschaft AG
- APG|SGA Interaction (Neugründung am 1. Februar 2017)
- APG|SGA Mega Poster (Paron AG)
- APG|SGA Mountain (früher APG Montagne)
- APG|SGA Promotion (Neugründung am 1. Juli 2016)
- APG|SGA Rail (früher Ecofer AG und Impacta AG)
- APG|SGA Traffic (APG|SGA Traffic AG)

Per Stichtag 24. Februar 2016 übernahm die APG SGA die AlpenPlakat AG vollständig. Per Stichtag 30. September 2021 übernahm die APG SGA die WWP Plakatwerbung AG vollständig.
2023 wurde die Unternehmensleitung der APG|SGA AG erweitert. Neu nahmen Claudia Fischbacher (HR) und Dominik Franke (Information Technology) Einsitz im Management. Beat Hermann trat per März 2024 zurück. Auf ihn folgte am 1. März 2024 Nico Müller. Bestehende Mitglieder des Managements sind: Markus Ehrle, Christian Gotter (Logistics & Operation), Beat Holenstein (Marketing & Partner Market) sowie Andy Bürki (Advertising Market).
2023 publizierte die APG|SGA den 21. jährlichen «Nachhaltigkeitsbericht 2023». Die APG|SGA verpflichtet sich bei ihren Klimazielen, bis 2045 Netto-Null-Treibhausgasemmissionen über die gesamte Wertschöpfungskette zu erreichen. Das Nachhaltigkeitsmanagement der APG|SGA ist seit Ende Juni 2024 mit dem Zertifikat «EcoEntreprise Nachhaltige Entwicklung – Soziale Verantwortung» ausgezeichnet. Für den Bezug von 100 % Öko-Strom erhielt sie 2022 das Ökostrom-Zertifikat der EWZ (Elektrizitätswerk Zürich). Im Klima-Ranking der globalen Umweltorganisation CDP wurde die APG|SGA für ihre Strategie und deren Umsetzung mit der Note A- ausgezeichnet.
Anlässlich der Generalversammlung der APG SGA SA vom 25. April 2024 in Genf der Verwaltungsrat gewählt. Der Verwaltungsrat setzt sich zusammen aus Dr. Daniel Hofer (Präsident), Xavier le Clef (Vizepräsident), David Bourg, Dr. Maya Bundt, Jolanda Grob und Markus Scheidegger. An der Generalversammlung 2025 werden sich alle Verwaltungsrätinnen und Verwaltungsräte zur Wiederwahl stellen. Zudem schlägt der Verwaltungsrat vor, Dr. Felix Graf (CEO der NZZ) als Vertreter der grössten Aktionärin NZZ neu in den Verwaltungsrat zu wählen.

## Unternehmensstruktur
Die Holding hat einen Verwaltungsrat mit fünf Mitgliedern, die von der Generalversammlung einzeln und jeweils für eine Amtsdauer von maximal einem Jahr gewählt werden.

### Tätigkeit
Das Unternehmen ist vor allem im Bereich Aussenwerbung tätig. Es organisiert den Aushang, die Pflege und Instandhaltung von analogen, digitalen und mobilen Werbeflächen. Traditionell das wichtigste Medium ist das Plakat. Das digitale Angebot wurde insbesondere in den grossen Schweizer Bahnhöfen substanziell ausgebaut. Mittlerweile sind über 1000 grossformatige Screens installiert. In abgewandelten Formen ist die Aussenwerbung in vielfältigen Formen und an unterschiedlichen Orten im öffentlichen Raum und an privaten Gebäuden vertreten, beispielsweise auf Verkehrsmitteln, an Bahnhöfen, Flughäfen, in Shopping Centern oder in Bergregionen. Langfristige Konzessionsverträge mit öffentlichen und privaten Geschäftspartnern bilden dabei die Geschäftsgrundlage. Ein grosser Teil des Umsatzes wird auf dem Heimatmarkt Schweiz generiert.
Die Mitarbeiter und Tätigkeiten der ehemaligen Segmentmarken wurden per 1. Juni 2019 in das Kerngeschäft integriert. Mit «Marketing & Innovation» wurde im Juni 2019 ein neuer Unternehmensbereich geschaffen, mit welchem der digitale Transformationsprozess und das Geschäftsfeld Mobile Advertising vorangetrieben werden.
Die APG betreibt in der Schweiz noch rund «90 Telecab 2000», welche etappenweise abgebaut werden. Grund ist, dass sie in den 90er Jahren für eine Leistungsdauer für rund 20 Jahre installiert wurden und das Ende ihrer Funktion erreicht haben. Telefonkabinen.
Per 2020 gewann die APG die Vermarktung sämtlicher Werbeflächen auf dem Flughafen Zürich, da sie in der entsprechenden Ausschreibung gegen Clear Channel überlegen war.
2021 lancierte die APG das Startup-Porgamm Nurture in Kooperation mit JCDecaux.
Ab 2024 nicht fortgesetzt wird die Partnerschaft mit den SBB im Bereich der Vermarktung und Bewirtschaftung von deren Promotionsflächen.
2025 feiert die APG|SGA ihr 125-jähriges Bestehen. Zum Jubiläum plant das Unternehmen verschiedene Veranstaltungen, wie z. B. eine öffentliche Plakatausstellung in Zusammenarbeit mit dem Museum für Gestaltung, das seinerseits 150 Jahre Jubiläum feiert. Ein spezielles goldenes Logo wird das Jubiläumsjahr 2025 begleiten.

### Bedeutende Aktionäre
Die APG SGA SA ist an der Schweizer Börse SIX Swiss Exchange kotiert.
Im Februar 2024 wurde bekannt, dass die beiden Hauptaktionäre den Verkauf ihrer Beteiligungen in Erwägung ziehen.
Am 30. Mai 2024 wurde bekannt, dass die NZZ einen 25-Prozent-Anteil der APG|SGA übernimmt. Der Kaufpreis beträgt 165 Millionen Franken. Mit der Transaktion könne sich die NZZ am Out-of-Home-Werbegeschäft beteiligen, das immer noch wachse. Man erschliesse sich dadurch einen Ertragsstrom, der komplementär zum Abo-Geschäft sei, heisst es. Per 13. Juni 2024 erfolgte der Erwerb durch die Aktiengesellschaft für die Neue Zürcher Zeitung (NZZ) von JC Decaux SE und Pargesa Asset Management SA. JC Decaux SE mit 16,44 % und Pargesa Asset Management SA mit 13,86 % sind weiterhin bedeutende Aktionäre der Gesellschaft. Ferner besitzen die Pictet Asset Management SA, Genf, 5,13 % und die UBS Fund Management (Switzerland) AG Basel 3,61 % sowie Polymedia Holding AG (Brüder Markus und Andreas Scheidegger), Bern, 3,39 %. Die restlichen Anteile der APG sind in Streubesitz.